# Wettererkundungsstaffel
Wettererkundungsstaffeln (Wekusta, manchmal auch Westa) waren fliegende Einheiten der Luftwaffe der Wehrmacht in Staffelstärke. Ihre primäre Aufgabe bestand darin, Wetterdaten in Bereichen zu sammeln, in die nur Flugzeuge vordringen konnten. Diese Daten flossen in die verschiedensten Wetterberichte der Wehrmacht ein.

## Geschichte
Für die Planung und Durchführung militärischer Operationen ist die Wettervorhersage ein mit entscheidender Faktor. Für einen möglichst genauen Wetterbericht ist jedoch eine Vielzahl von internationalen Wetterdaten erforderlich, die in Zeiten des Krieges jedoch nicht zur Verfügung standen. Die Wehrmacht schuf darum ein weltweites Netz von Wetterstationen, Wetterschiffen und Wetterflugzeugen. Die Wetterflugzeuge fasste die Luftwaffe in speziellen Staffeln zusammen. Sie wurden meist dem Oberbefehlshaber der Luftwaffe oder den Luftflottenkommandos direkt unterstellt. Insgesamt gab es elf Wekustas, die zwischen drei und zwölf zweimotorige Flugzeuge in ihren Reihen hatten. In ihnen flogen viele kriegsdienstverpflichtete Meteorologen und sammelten Wetterdaten. Im Laufe des Krieges fielen mehr als 200 von ihnen.

## Einheiten
| Verbandsbezeichnung             | Verbandskennzeichen         | Aufstellung                                                                 | Unterstellung |
| ------------------------------- | --------------------------- | --------------------------------------------------------------------------- | ------------- |
| Wekusta 1 (auch Wekusta/Lfl.1)  | B7+.A, (T5)                 | Juli 1939                                                                   | Luftflotte 1  |
| Wekusta 1/Ob.d.L.               | T5+.U ab Juli 1942: D7+.H   | Juli 1940 aus Wekusta/Ob.d.L.                                               |               |
| Wekusta 2/Ob.d.L.               | T5+.V, ab Juli 1942: D7+.K) | Juli 1940 aus Wekusta 2                                                     |               |
| Wekusta Ob.d.L                  | T5+.U                       | Juni 1939 aus Großraum-Wekusta, ab Juli 1940 Wekusta 1/Ob.d.L.              |               |
| Wekusta 3                       | 4B                          | 1939 geplant, aber nicht aufgestellt. Januar 1944 aus Wetterkette Stavanger |               |
| Wekusta 5 (auch Wekusta/Lfl. 5) | 1B+.H, ab Mai 1942: D7+.N   | Mai 1940 aus Wetterkette Nord                                               | Luftflotte 5  |
| Wekusta 6                       | D7+.P                       | Juli 1943 aus Wekusta Banak                                                 |               |
| Wekusta 7                       | K4+.A                       | November 1944                                                               |               |
| Wekusta 26                      | 5M, ab Juni 1944 C5+.H      | Juni 1939, später 6./Aufkl.Gr. 122, Juni 1944 Neuaufstellung                | Luftflotte 2  |
| Wekusta 27                      | Q5                          | Juni 1943 aus Teilen der Wekusta 26                                         |               |
| Wekusta 51                      | 4T+.H                       | Juni 1939                                                                   | Luftflotte 3  |
| Wekusta 76                      | 5Z+.A                       | Dezember 1940                                                               | Luftflotte 4  |

Anmerkungen: B7+.A bedeutet, dass nach dem individuellen Flugzeugkennbuchstaben (A bis Z) der Staffelbuchstabe „A“ verwendet wurde
Ob.d.L.: Oberbefehlshaber der Luftwaffe
 Lfl.: Luftflotte

## Bekannte Personen die in Wettererkundungsstaffeln dienten
- Erich Etienne (1915–1942), Geophysiker
- Hans Euler (1909–1941), Physiker
- Leo Gburek (1910–1941), Geophysiker
- Rupert Holzapfel (1905–1960), Meteorologe und Arktisforscher
- Heinz Huth (1908–1996), zweifacher Weltmeister im Segelfliegen
- Martin Teich (1911–2004), Meteorologe beim Deutschen Wetterdienst und Wetteransager beim ZDF